# Ernesto Rossi
Ernesto Rossi (født 27. marts 1827, død 4. juni 1896), var en italiensk skuespiller og dramatiker.
Han blev født i Livorno i en middelklasse familie og havde til hensigt at studere ved universitetet der, da han indtrådte som erstatning for en skuespiller i Calloud teaterselskabet, der var blevet syg. Efter sin succesfulde optræden fortsatte han med selskabet, indtil det blev opløst i 1848. I 1852 sluttede han sig til Reale Sarda teaterselskabet og blev den førende skuespiller. I et øjeblik turede han Italien og Paris med Adelaide Ristori, indtil personlige forskelle førte til afslutningen af deres teatralske partnerskab. Rossi fortsatte med at rejse i hele Europa, herunder London, Wien, Lissabon og Moskva. Han var især beundret for sine Shakespeare-roller som Macbeth, King Lear, Romeo og Hamlet. Rossi skrev også flere skuespil, hvoraf det første, "Adele", havde premiere med Adelaide Ristori i titelrollen.
I maj 1896 spillede han King Lear i Odessa, da han blev syg og blev bragt tilbage til Italien, hvor han døde et par uger senere i Pescara.